# NBDL 2015-16
NBDL 2015-16は、2015年10月24日から2016年3月27日まで開催されたバスケットボールリーグである。ナショナル・バスケットボール・デベロップメント・リーグの3年目並びに最後のシーズンとなる。

## 参加チーム
- パスラボ山形ワイヴァンズ
- 大塚商会アルファーズ
- アースフレンズ東京Z
- 東京海上日動ビッグブルー
- 東京エクセレンス
- 東京八王子トレインズ
- アイシン・エィ・ダブリュ　アレイオンズ安城
- 豊田合成スコーピオンズ
- 豊田通商ファイティングイーグルス名古屋
- レノヴァ鹿児島

## 試合方式

### レギュラーシーズン
- 10チームによる4回戦総当りのリーグ戦。1チーム当たり36試合。
- 1月は全日本総合バスケットボール選手権大会による中断を経て、23日に再開される。
- 上位4チームがプレーオフに進出する。

### プレーオフ
- レギュラーシーズン上位4チームによるシーズンチャンピオン決定戦（トーナメント戦）を行う。
  - セミファイナル：レギュラーシーズン1位と4位、2位と3位が戦う。
  - ファイナル：セミファイナルの勝者2チームが戦う。
  - 3位決定戦：セミファイナルの敗者2チームが戦う。

## 結果

### レギュラーシーズン順位
※緑色がプレーオフ進出。
| 順位 | チーム名                                  | 勝 | 敗 | 勝率 | 差  | 得点 | 失点 | 得失点差 |
| 1    | 豊田通商ファイティングイーグルス名古屋    | 32 | 4  | .889 | -   | 3075 | 2400 | 675      |
| 2    | 大塚商会アルファーズ                      | 26 | 10 | .722 | 6.0 | 2859 | 2614 | 245      |
| 3    | 東京エクセレンス                          | 25 | 11 | .694 | 1.0 | 2830 | 2505 | 325      |
| 4    | パスラボ山形ワイヴァンズ                  | 23 | 13 | .639 | 2.0 | 2775 | 2568 | 207      |
| 5    | アースフレンズ東京Z                       | 22 | 14 | .611 | 1.0 | 2556 | 2414 | 142      |
| 6    | 東京八王子トレインズ                      | 17 | 19 | .472 | 5.0 | 2505 | 2607 | -102     |
| 7    | アイシン・エィ・ダブリュ アレイオンズ安城 | 16 | 20 | .444 | 1.0 | 2466 | 2517 | -51      |
| 8    | 東京海上日動ビッグブルー                  | 8  | 28 | .222 | 8.0 | 2411 | 2880 | -469     |
| 9    | レノヴァ鹿児島                            | 6  | 30 | .167 | 2.0 | 2451 | 2957 | -506     |
| 10   | 豊田合成スコーピオンズ                    | 5  | 31 | .139 | 1.0 | 2412 | 2878 | -466     |

### プレーオフ
会場：ヒマラヤアリーナ
セミファイナル（3月26日）
| 勝者                                               | スコア  | 敗者                                 |
| -------------------------------------------------- | ------- | ------------------------------------ |
| 東京エクセレンス （レギュラーシーズン・3位）       | 84 - 73 | 大塚商会アルファーズ （同・2位）     |
| 豊田通商ファイティングイーグルス名古屋 （同・1位） | 76 - 64 | パスラボ山形ワイヴァンズ （同・4位） |

3位決定戦（3月27日）
| 3位                  | スコア  | 4位                      |
| -------------------- | ------- | ------------------------ |
| 大塚商会アルファーズ | 77 - 74 | パスラボ山形ワイヴァンズ |

ファイナル（3月27日）
| 優勝             | スコア  | 準優勝                                 |
| ---------------- | ------- | -------------------------------------- |
| 東京エクセレンス | 89 - 70 | 豊田通商ファイティングイーグルス名古屋 |

## NBDLアウォード
| 部門                         | 受賞者   | チーム     |
| ---------------------------- | -------- | ---------- |
| レギュラーシーズンMVP        | 大塚勇人 | 豊通名古屋 |
| プレーオフMVP                | 飛田浩明 | 東京EX     |
| ルーキー・オブ・ザ・イヤー   | 杉本慶   | 豊通名古屋 |
| コーチ・オブ・ザ・イヤー     | 田方慎哉 | 東京EX     |
| レフェリー・オブ・ザ・イヤー | 細田知宏 |            |

### ベスト5
| P   | 受賞者             | チーム     |
| --- | ------------------ | ---------- |
| G   | 大塚勇人           | 豊通名古屋 |
| G/F | 狩野祐介           | 東京EX     |
| F   | 森川正明           | 豊田合成   |
| F/C | 落合知也           | 大塚商会   |
| C   | ソロモン・アラビー | 豊通名古屋 |

### リーダーズ
| 部門               | 受賞者                 | チーム       | 記録   |
| ------------------ | ---------------------- | ------------ | ------ |
| 得点               | ルーク・エヴァンス     | 鹿児島       | 24.3点 |
| リバウンド         | ソロモン・アラビー     | 豊通名古屋   | 14.7本 |
| 野投成功率         | ジャスティン・ヘラルド | 大塚商会     | 62.3%  |
| フリースロー成功率 | 熊澤恭平               | アイシンAW   | 86.9%  |
| アシスト           | 鮫島和人               | 鹿児島       | 6.1本  |
| 3P成功率           | 鳴海亮                 | 東京八王子   | 40.7%  |
| スティール         | 田中健                 | 東京海上日動 | 2.8本  |
| ブロックショット   | ソロモン・アラビー     | 豊通名古屋   | 2.2本  |

## 備考
- ナショナル・バスケットボール・デベロップメント・リーグ
- ナショナル・バスケットボール・リーグ (日本)
- NBL 2015-16